# Пенно, Энно
Энно Пенно (эст. Enno Penno; 22 апреля 1930, Таллин — 16 ноября 2016, Стокгольм, Швеция) — эстонский политический и государственные деятель, последний премьер-министр Эстонии в изгнании (1 марта 1990 — 20 июня 1992), инженер.

## Биография
Сын Рудольфа Пенно (1896—1951), эстонского депутата в межвоенный период, члена организации «Лесные братья» в годы Великой Отечественной войны, чья семья бежала в 1944 году из Эстонии в Швецию.
Энно Пенно получил образование и работал там инженером, в 1965 году преподавал в Университете Иллинойса. Активно работал в инженерных и эмигрантских объединениях. С 1981 по 1986 год возглавлял Эстонское научное общество в Швеции, с 1990 по 1992 год входил в правление Шведского общества качества, до 1996 года — в совет Шведского строительного общества.
Одновременно он был генеральным секретарём Эстонского демократического союза. С 1962 по 1964 год занимал пост министра транспорта в изгнании, затем и. о. министра образования.
С марта 1990 года стал премьер-министром правительства Эстонии в изгнании. После распада СССР и объявления о восстановлении суверенитета и независимости Эстонии 20 августа 1991 года Пенно передал бразды правления новым властям в Таллине 15 сентября 1992 года.
Умер 16 ноября 2016 года в Стокгольме в возрасте 86 лет.